# Pavel Novotný (cestista)
Pavel Novotný (Praga, 27 febbraio 1979) è un ex cestista ceco.

## Statistiche
| Stagione | Lega | Minuti giocati | Media a partita | Punti | Media a partita |
| -------- | ---- | -------------- | --------------- | ----- | --------------- |
| 1998-99  | NBL  | 79,5           | 6,1             | 25    | 1,9             |
| 1999-00  | NBL  | 37,1           | 4,6             | 6     | 0,8             |
| 2000-01  | NBL  | 26,6           | 4,4             | 7     | 1,2             |
| 2001-02  | NBL  | 653,3          | 19,2            | 168   | 4,9             |
| 2002-03  | NBL  | 956,1          | 28,1            | 371   | 10,9            |
| 2003-04  | NBL  | 921,4          | 24,9            | 407   | 11,0            |
| 2004-05  | NBL  | 683,5          | 22,0            | 296   | 9,5             |
| 2005-06  | NBL  | 966,0          | 28,4            | 426   | 12,5            |
| 2006-07* | NBL  | 556,9          | 29,3            | 232   | 12,2            |